# Добровольський Сергій Валерійович
Сергі́й Валері́йович Доброво́льський (нар. 1 жовтня 1984 — 24 серпня 2014) — старший прапорщик Збройних сил України, учасник російсько-української війни.

## Життєвий шлях
Народився 1984 року в місті Олександрія (Кіровоградська область). Закінчив олександрійську школу № 17. Після строкової служби в армії обрав професію військового, служив на кораблі «Донбас», підводному човні. До Запоріжжя переїхав у вересні 2006-го. З 21 вересня 2007 року — старшина РБМТЗ 23-ї окремої бригади Національної гвардії України.
5 червня вирушив в зону боїв. 24 серпня 2014-го під час передислокації колона нацгвардійців потрапила в засідку терористів поблизу села Новоіванівка Амвросіївського району — на покинутому блокпосту (вояки вважали, що там ще були українські військові). Тоді у бою загинули старший прапорщик Сергій Добровольський, прапорщик Борис Грязнов та старший сержант Максим Баранов. 25 вояків потрапили до полону.
Тіла загиблих українських бійців місцеві жителі поховали неподалік села. Волонтери ГО «Народна пам'ять» провели ексгумацію і вивезли останки із зони АТО в березні 2015 року. Сергія ідентифікували за експертизою ДНК.
28 березня 2015 року воїна поховали на Алеї Слави міського військового кладовища Олександрії; в останню путь проводжали навколішках.
Залишилися мати Тетяна і молодший брат в Олександрії, дружина Оксана та донька Анастасія у Запоріжжі, 2014-го пішла в перший клас.

## Нагороди та вшанування
За особисту мужність і героїзм, виявлені у захисті державного суверенітету та територіальної цілісності України, вірність військовій присязі під час російсько-української війни, відзначений — нагороджений
- орденом «За мужність» III ступеня (15.5.2015, посмертно)
- Його портрет розміщений на меморіалі «Стіна пам'яті полеглих за Україну» у Києві: секція 3, ряд 7, місце 12
- Вшановується 24 серпня на щоденному ранковому церемоніалі вшанування українських захисників, які загинули цього дня у різні роки внаслідок російської збройної агресії[3]
- У запорізькій бригаді охорони громадського порядку НГУ відкрито меморіальні дошки на честь Сергія Добровольського та Бориса Грязнова.
- 9 листопада 2016 року нагороджений орденом «За заслуги перед Запорізьким краєм» III ступеня (посмертно).